# Jänissaari (ö i Finland, Norra Karelen, Joensuu, lat 62,75, long 30,93)
Jänissaari är en ö i Finland. Den ligger i sjön Kätkäjärvi och i kommunen Ilomants i den ekonomiska regionen  Joensuu ekonomiska region  och landskapet Norra Karelen, i den sydöstra delen av landet, 400 km nordost om huvudstaden Helsingfors. Öns area är 0,8 hektar och dess största längd är 130 meter i öst-västlig riktning.